# Arcos de la Sierra (kommunhuvudort)
Arcos de la Sierra är en kommunhuvudort i Spanien. Den ligger i provinsen Provincia de Cuenca och regionen Kastilien-La Mancha, i den centrala delen av landet, 130 km öster om huvudstaden Madrid. Arcos de la Sierra ligger 1 011 meter över havet och antalet invånare är 109.
Terrängen runt Arcos de la Sierra är kuperad österut, men västerut är den platt. Runt Arcos de la Sierra är det glesbefolkat, med 18 invånare per kvadratkilometer. Närmaste större samhälle är Las Majadas, 9,5 km sydost om Arcos de la Sierra. 